# Partido Independentista Puertorriqueño
Partido Independentista Puertorriqueño (Puerto Ricos Selvstændighedsparti; Puerto Rican Independence Party; PIP) er et socialdemokratisk orienteret politisk parti i Puerto Rico, grundlagt i 1946 af Gilberto Concepción de Gracia. Partiet blev dannet efter splittelse i det ligeledes socialdemokratisk orienterede Partido Popular Democrático (Folkelige demokratiske Parti, PPD).
Partiet er medlem af den internationale socialdemokratiske organisation, Socialistisk Internationale (SI).
PIP ønsker øens status som uafhængig stat fra USA.
Partiets leder er Rubén Berríos, der er ærespræsident for SI.